# テオドール・フォン・レディンク
テオドール・レディンク・フォン・ビーバーエック（Theodor Reding von Biberegg、1755年7月3日 - 1809年4月23日）、あるいはテオドール・フォン・レディンク（Theodor von Reding）は、半島戦争当時にナポレオン・ボナパルトのフランス軍と戦った、スイス出身のスペインの軍人。

## 生涯
テオドールは1755年7月3日に、スイスのシュヴィーツ州シュヴィーツに生まれた。父はスペイン軍大佐のテオドール・アントン・レディンク（Theodor Anton Reding）、母はマグダレーナ・フロイラー（Magdalena Freuler）で、スイスの政治家アロイス・フォン・レディンクと、後にマヨルカ総督となるナザール・フォン・レディンク（Nazar von Reding）の兄である。
テオドールは、1772年10月22日に17歳でスペイン軍に従軍した。1778年にヨーゼフ・ウルリッヒ・フォン・レディンクの娘ヨーゼファ・フォン・レディンクと結婚した。

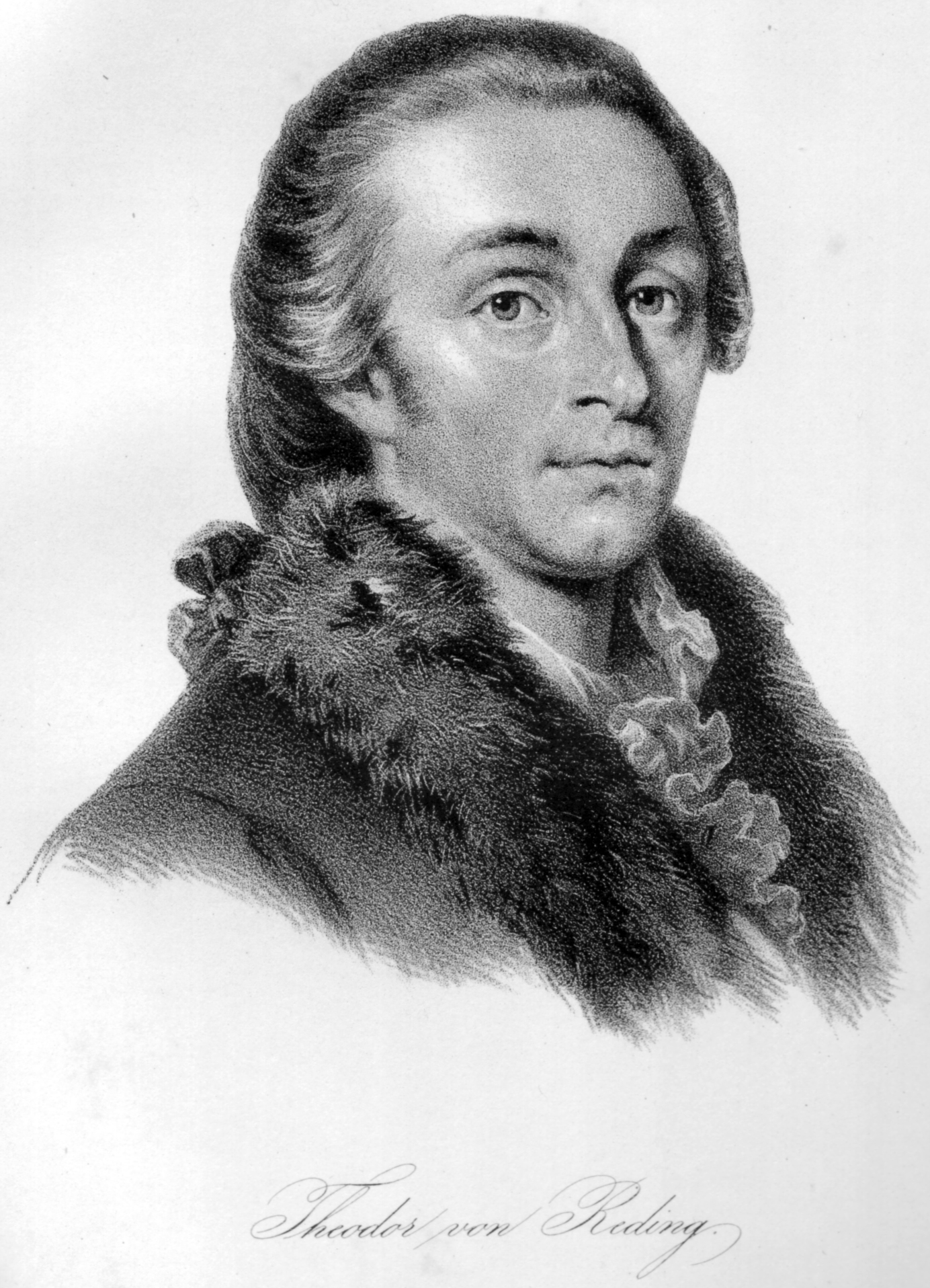
近代スイス著名人ギャラリーのテオドール・フォン・レディンク将軍の肖像画（1882年）

1808年7月のバイレンの戦いではフランシスコ・ハビエル・カスターニョス将軍（Francisco Javier Castaños）のもとで中将として戦い、勝利に決定的な貢献をした。スイス傭兵部隊の司令として、スペイン独立戦争におけるフランス軍の不敗神話を打ち破ったのである。
これによりテオドールはタラゴナ総督に任命され、カタローニャにおける軍司令官となった。その後、ローラン・グーヴィオン＝サン＝シール将軍率いるフランス軍と数々の戦闘を繰り広げた。ふたりの将軍は1808年11月6日から12月5日のロザス包囲戦、16日のバリェスの戦い、21日のモリンス・デ・レイの戦いで対峙した。翌1809年2月25日のバイスの戦い（英語版）で、サン＝シール将軍率いるフランス軍に敗れ、テオドールは戦いの中、左腕をサーベルで斬り付けられて負傷した。しかしテオドールは敗残兵とともにタラゴナまで退却することができ、サン＝シール将軍もタラゴナ攻略に動くことができなかった。サン＝シール将軍はテオドールに降伏を勧告したが、テオドールは拒否した。
テオドール・フォン・レディンク中将は戦略を立て直し、軍隊も再編成したが、3月に高熱に襲われ、4月23日に戦闘による負傷から発した高熱によって死去した。遺体はタラゴナ大聖堂に埋葬されたが、1892年に新たな墓所に移された。